# Robert Héliès
Robert Héliès, né le 8 février 1927 à Brest et mort le 15 février 2019 à Grasse, est un footballeur français devenu arbitre international.

## Biographie
Robert Héliès a été arbitre de la Ligue du Sud-Est en 1959, interrégional en 1961, arbitre fédéral en 1962 et international en 1966. 
Il a arbitré de nombreux matchs internationaux de très haut niveau dont la finale de la Coupe d'Europe des clubs Champions  en mai 1972, Ajax Amsterdam-Inter de Milan. Il a également arbitré deux finales de Coupe de France en 1970 et en 1975.
En matchs de sélection, il arbitre notamment un match de groupe des Jeux olympiques d'été de 1976 (Canada-URSS), et le quart de finale aller du Championnat d'Europe de football 1972 Angleterre-Allemagne de l'Ouest.
Ancien gardien de but, il joua une saison à Saint-Etienne en 1951-1952 (8 matches de D1).
Il meurt le 15 février 2019, à l'âge de 92 ans.